# VIVA Deutschland
VIVA Deutschland war ein deutscher Fernsehsender mit Sitz zunächst in Köln, ab 2005 in Berlin, der hauptsächlich Musikvideos sendete. Laut Eigendarstellung war der Sender ein „Jugend- und Musiksender für Pop und Fun“. VIVA ging 1993 in Köln als Musikfernsehsender auf Sendung und war anfangs sehr erfolgreich. Seit 2005 waren alle VIVA-Sender in Europa über die VIVA Media GmbH im Besitz des amerikanischen Medienkonzerns Viacom.  VIVA Deutschland wurde am 31. Dezember 2018 eingestellt.

## Geschichte

1993 bis 2001
2002 bis 2004
2004 bis 2010
2011 bis 2018

### Sendestart und die ersten Jahre

Logo des geplanten Radiosenders VIVAradio. Er sollte in Kooperation mit Radio NRW entstehen.

Die Idee für das Senderkonzept ging auf eine Initiatoren-GmbH aus Christoph Post, Jörg A. Hoppe, Helge Sasse und Ex-MTV-Chef Michael Oplesch zurück. Hoppe schlug als Arbeitstitel „VIVA“ vor,  das sei eine Abkürzung von „Videoverwertungsanstalt“. Dieter Gorny, Mitgründer und seit Sendestart einziger Geschäftsführer bis zur Übernahme durch Viacom, widersprach dieser weitläufigen Auffassung jedoch: Es handele sich um ein erst nachträglich entstandenes Backronym. Obwohl zuvor eine RTL-Sendung und eine Frauenzeitschrift bei Gruner + Jahr unter dem Namen gescheitert waren, entschied man sich für ihn.
VIVA ging am 1. Dezember 1993 als zweiter Musiksender Deutschlands auf Sendung, nachdem der erste Sender Musicbox 1988 in Tele 5 umgewandelt wurde und die zunächst noch musikdominierten Sendestrecken schrittweise zurückgefahren wurden. In diese Lücke stieß VIVA vor. Das Sendestudio befand sich in den angemieteten Räumen von Bertelsmanns VOX-Studios in Köln-Ossendorf. Ursprünglich wurde VIVA vom Medienriesen Time Warner gestartet, um die deutschen Geschäfte seines Unternehmens Warner Music Group anzukurbeln. Die Bertelsmann Music Group (BMG) lehnte eine Einladung, an VIVA teilzunehmen, ab, da man mögliche Repressalien seitens des Konkurrenten MTV Europe befürchtete und nicht der Überzeugung war, dass sich ein deutschsprachiger Musiksender gegen MTV durchsetzen könne. Die Time-Warner-Führungskräfte Tom McGrath und Peter Bogner ließen sich jedoch davon nicht irritieren und gründeten zusammen mit ihren Konkurrenten Sony, PolyGram und EMI Music, sowie dem Medienmanager Michael Oplesch (VIVA GF, MTV GF, MME GF), den Produzenten Rudi Dolezal und Hannes Rossacher, den Gründern des TV-Produktionsunternehmens Me, Myself & Eye (MME), Christoph Post, Jörg A. Hoppe und Marcus O. Rosenmüller, und dem Medienanwalt Helge Sasse die Viva Medien GmbH. Da die internationalen Elektronikkonzerne nicht ohne einen medienerfahrenen deutschen Partner starten wollten, nahmen sie Frank Otto in die Gesellschaft auf. Zu den ersten VJs zählten die damals noch unbekannten Moderatoren Stefan Raab und Heike Makatsch, die nach ihrer Zeit bei VIVA zu erfolgreichen Film- und Fernsehpersönlichkeiten in Deutschland aufstiegen.
VIVA sollte von Anfang an eine Art Gegenpol zu MTV Europe sein, das bis dahin vornehmlich Videos englischsprachiger Künstler zeigte. „MTV sei verletzlich, da es nur in Englisch sende, weder in Deutschland lizenziert sei, noch irgend jemand aus Europa gehöre“, hieß es in einem Time-Warner-Konzeptpapier. „Während MTV auf eine Diät angloamerikanischer Videoclips setze, solle Viva 40 Prozent und mehr deutsche Musik bringen“, analysierte Time-Warner-Stratege Peter Bogner seinerzeit. So wurde von Anfang an auf ein deutschsprachiges Sendekonzept Wert gelegt, das mit deutschen Künstlern das Monopol von MTV brechen sollte. Der erste Geschäftsführer der VIVA Medien GmbH Michael Oplesch wurde noch kurz vor dem Start durch den ausgebildeten Lehrer und Ex-Leiter des Rockbüros NRW, sowie Popkomm-Manager Dieter Gorny abgelöst, der den Sender bis zur Übernahme durch MTV (am 14. Januar 2005) führte.
Am 1. Dezember 1993 nahm VIVA den Sendebetrieb in Köln auf. Die Studios befanden sich die meisten Jahre in Köln-Mülheim, im gleichen Gebäude mit Brainpool. Das erste (und 2018 auch letzte) gespielte Musikvideo war Zu geil für diese Welt der Fantastischen Vier. Das Profil des Senders wurde maßgeblich von Rudi Dolezal und Hannes Rossacher (DoRo Produktion) definiert. 1994 konnte zum ersten Mal (laut eigenen Angaben) die Marktführerschaft errungen werden. Nach dem Wiedereintritt von MTV in das Free-TV verlor VIVA zwischenzeitlich die Oberhand. Ab Mitte 2004 lag VIVA bei den Zuschauerzahlen in der werberelevanten Zielgruppe aber wieder leicht in Führung.
Seit 1995 vergab der Sender den Musikpreis Comet.

#### Ableger VIVA Zwei
Am 21. März 1995 wurde der Ableger VIVA Zwei ins Leben gerufen. Das Hauptaugenmerk von VIVA Zwei lag auf einem alternativeren Musikstil, vornehmlich Alternative Rock und Metal, aber auch Alternative Hip-Hop und elektronischer Musik. Da es jedoch nicht gelang, VIVA Zwei profitabel zu betreiben und der Sender stets Verluste machte, wurde er am 7. Januar 2002 durch VIVA Plus ersetzt.

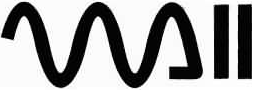
1995 bis 1996
1996 bis 2002
2002 bis 2004
2004 bis 2007

Ab dem Jahr 2000 setzte VIVA mit seinem Konzept stark auf europäische Expansion mit Tochtersendern in der Schweiz, Österreich und Polen. Dazu kamen diverse Beteiligungen an anderen Sendern.
2003 geriet VIVA in die Kritik, als bekannt wurde, dass bei der Rotation der Musikvideos heimlich Plätze für das Plattenunternehmen Universal reserviert wurden, das dadurch seine Titel besser positionieren wollte.

### Übernahme durch Viacom
Bereits 2002 gab es Pläne einer Übernahme, wobei auch der US-amerikanische Medienkonzern Viacom unter den Bietern war. Anteilseigner wurde schließlich jedoch AOL Time Warner.
Nachdem bekannt wurde, dass AOL Time Warner seine Sparte Warner Music verkauft hatte, stand auch der Verkauf von VIVA zur Disposition. Unter den Bietern befanden sich Viacom, ProSiebenSat.1 und die RTL Group.
Am 24. Juni 2004 wurde schließlich bekannt, dass VIVA von dem amerikanischen Medienkonzern Viacom übernommen wurde, zu dem auch die internationale MTV Group gehört. Der Kaufpreis lag bei gut 310 Millionen Euro.
Seit Januar 2005 war Viacom alleiniger Anteilseigner und übernahm die komplette Führung bei VIVA. Die Folgejahre waren durch eine Ausdünnung des Eigenproduktionsanteils im Programm zugunsten eingekaufter Ware gekennzeichnet, zudem erfolgten Massenentlassungen. Das Format VIVA Live! war als letztes regelmäßiges Liveprogramm bis 2011 auf Sendung, ehe auch dieses verschwand.
Ebenfalls im Jahr 2005 wurde der Sender von der zuständigen Landesmedienanstalt verwarnt, da anstatt der maximal erlaubten 12 Minuten Werbung pro Stunde mehr als 18 Minuten lang Werbung gezeigt wurde.
VIVA verlegte im März 2005 seinen Sitz von Köln-Mülheim nach Berlin.
Am 14. Januar 2007 wurde der Sendebetrieb von VIVA Plus eingestellt und der Sendeplatz durch Comedy Central ersetzt. Das Hauptformat von VIVA Plus, Get the Clip, wurde auf VIVA übertragen und ab dem 15. Januar 2007 täglich mehrmals ausgestrahlt, bis die Sendung am 19. Februar 2014 auch dort eingestellt wurde. Zudem gab es Spezialausgaben des Programms, und ein Teil der Call-in-Sendungen, die auf VIVA Plus ausgestrahlt wurden, waren anfangs ebenfalls auf VIVA zu sehen.
Ab dem 1. Januar 2011 um 3:00 Uhr war VIVA mit einem neuen Senderauftritt, neuem Senderlogo und neuem Design zu sehen. Dies hing damit zusammen, dass der Schwestersender MTV nur noch via Pay-TV zu empfangen war und einige MTV-Formate nun – meist als Wiederholungen – bei VIVA zu sehen waren. Auch diesmal war das erste gespielte Musikvideo Zu geil für diese Welt von den Fantastischen Vier. VIVA wurde dabei als Senderfenster für jegliche Inhalte von Viacom positioniert. Zu sehen waren auch Sendungen, die sich ursprünglich nur bei Nick, Comedy Central oder vormals MTV im Programm befanden.
VIVA verwendete seit dem 1. Januar 2011 für Werbetrenner und Eigenwerbung verschiedene Lieder von nationalen und internationalen Künstlern. Diese wurden zwar unregelmäßig geändert, das gezeigte Bildmaterial passte aber zur jeweiligen Jahreszeit.
Seit dem 22. März 2011 sendete VIVA ausschließlich im 16:9-Format. Alle 4:3-Sendungen wurden gestreckt, um den Schwarzanteil an den Seitenrändern einzudämmen sowie die Positionierung der Logos nicht ändern zu müssen. Musikvideos wurden zum Teil in 16:9, hochskaliert in 16:9 oder 14:9 ausgestrahlt. Über das Satellit-Signal sendete VIVA zudem seit dem 23. Mai 2011 in voller PAL-Auflösung.
Am 1. Januar 2012 beendete der Sender seine analoge Ausstrahlung via Astra 19,2° Ost.

#### VIVA HD
Ab dem 16. Mai 2011 gab es VIVA HD Germany als HD-Simulcast-Version im IPTV-Angebot Telekom Entertain.
Seit dem 14. Januar 2014 war VIVA HD über das Kabelnetz von Unitymedia empfangbar. VIVA HD war auch bei Pÿur und KabelKiosk zu sehen.
Seit dem 25. November 2014 gab es VIVA HD auch bei Kabel Deutschland, seit dem 15. Januar 2015 auch auf Zattoo im HiQ-Paket. Seit dem 10. Februar 2018 war VIVA HD auch bei Wilhelm.tel in Hamburg und Schleswig-Holstein empfangbar.
VIVA HD sendete im Gegensatz zu den anderen deutschen HD-Sendern von Viacom im Format 1920 × 1080i.

HD-Logo bis September 2014

### Sendeplatzteilung
Vom 8. September 2014 bis zum 30. September 2015 sendete VIVA nur noch elf Stunden am Tag, zwischen 17:00 Uhr und 6:00 Uhr strahlte Comedy Central sein Programm aus. Dieser gab nach einer Umstellungsphase für Kabelnetzbetreiber, die am 30. September 2014 endete, seine bisherigen Frequenzen mit Nick auf. Zum 1. Oktober 2014 hatte VIVA sein Anime-Programm komplett eingestellt. Am 6. Februar 2015 gab Viacom bekannt, ab Mitte Februar 2015 das Musikprogramm weiter zu kürzen und schon ab 12 Uhr mittags Comedy-Programme auszustrahlen. Damit wurde die Musikstrecke um weitere drei Stunden gekürzt.
Ein Jahr nach der Kanalteilung zum 1. Oktober 2015 wurde von Viacom erneut die Sendezeit geändert, sodass VIVA nun von 2:00 Uhr bis 14:00 Uhr zu sehen war und eine Stunde mehr erhielt. Damit wurde auch die Musikstrecke wieder um fünf Stunden erweitert. Die restliche Zeit zwischen 14:00 Uhr und 2:00 Uhr war auf demselben Sendeplatz weiterhin Comedy Central zu sehen.
Seit dem 30. Dezember 2015 verzichtete VIVA auf die Ausstrahlung von Reality-Sendungen, sodass seitdem fast nur noch Musikformate gesendet wurden. Das nachts von 2:00 bis 6:00 Uhr gesendete Format Night Sounds enthielt in der Anfangszeit jedoch umfangreiche von Drittanbietern zugelieferte Erotikstrecken. Von Mai bis Oktober 2016 wurde mit der dienstags um 13:30 Uhr ausgestrahlten Sendung MTV’s Bugging Out wieder ein Reality-Format in das Programm aufgenommen.

### Einstellung
Im Juni 2018 gab Viacom bekannt, dass VIVA am 31. Dezember 2018 eingestellt werde. Der Sendeplatz wurde von Comedy Central übernommen, sodass dieser Sender wieder 24 Stunden am Tag senden konnte. Viacom-Chef Mark Specht sagte in einem Interview mit Horizont, der Sender sei zwar profitabel gewesen, Viacom wolle sich aber auf seine drei Kernmarken MTV, Comedy Central und Nickelodeon konzentrieren und sehe bei ihnen stärkere Wachstumschancen. Ein weiterer Grund für die Einstellung waren laut Meinung mancher die zuletzt ungünstigen Sendezeiten, mit denen die Zielgruppe kaum noch erreicht wurde.
Ab Dezember 2018 sendete VIVA noch einmal zahlreiche Specials mit Musikstrecken, die vor allem auf die Blütezeit des Senders in den neunziger Jahren zurückblickten. Zu den Specials gehörte unter anderem eine Sendung namens Los 90s, die zwischen dem 15. und 16. Dezember lief und nur Songs aus den Neunzigern spielte. Zudem führte man eine abschließende Sendung namens VIVA – The Final Countdown ein, die ab dem 1. Dezember 2018 immer montags bis samstags meistens von 12 bis 13 Uhr ausgestrahlt wurde. Dort wurden zurückzählend die besten Songs aus 25 Jahren gezeigt, beginnend mit dem Jahr 2018 und endend am letzten Sendetag mit Songs aus dem Jahr 1993.
Am 31. Dezember 2018 sendete VIVA mit der Sendung VIVA Forever das letzte Mal. In dieser speziellen Sendung gaben zahlreiche prominente Musiker und Entertainer sowie ehemalige Moderatoren (u. a. DJ Bobo, Mola Adebisi, Samy Deluxe, Udo Lindenberg, Alex Christensen, Oliver Pocher, Matthias Opdenhövel und die Lochis) Abschiedsgrüße in die Kamera, unterlegt mit dem Song Viva Forever von den Spice Girls, ehe sich die Moderatoren und Gäste mit dem Gruß „Auf Vivasehen“ verabschiedeten. Als letztes Video wurde anschließend Zu geil für diese Welt der Fantastischen Vier gespielt, was 25 Jahre zuvor auch das erste auf dem Sender ausgestrahlte Video war. In den letzten Sendeminuten wurde das aktuelle Senderlogo noch einmal durch das ursprüngliche, blau-gelbe ersetzt. Anschließend wurde ein schwarzer Bildschirm gezeigt, auf dem das blau-gelbe Logo zu sehen war sowie im Stile eines Grabsteins „Viva Rest in Peace 1993–2018“. Pünktlich um 14:00 Uhr wurde dann zu Comedy Central gewechselt.
Im Jahr 2023 erschien in der ARD Mediathek die Dokumentation Viva – Zu geil für diese Welt!.

## Sendezeiten
VIVA sendete ab Sendestart 1993 ein 24-Stunden-Vollprogramm. Ab 8. September 2014 teilte sich VIVA den Sendeplatz mit Comedy Central Deutschland.
|                         | 06:00 Uhr | 14:00 Uhr      | 17:00 Uhr      | 02:00 Uhr      |
| ----------------------- | --------- | -------------- | -------------- | -------------- |
| Dez. 1993 bis Sep. 2014 | VIVA      | VIVA           | VIVA           | VIVA           |
| Sep. 2014 bis Sep. 2015 | VIVA      | VIVA           | Comedy Central | Comedy Central |
| Okt. 2015 bis Dez. 2018 | VIVA      | Comedy Central | Comedy Central | VIVA           |

## VIVA international
Neben VIVA in Deutschland betrieb MTV Networks Europe weitere Sender unter dem Namen VIVA: VIVA Schweiz (Start 6. September 2000 als VIVA Swizz, davor Swizz) und VIVA Austria in Österreich (seit 1. Juni 2006, vom 1. Januar 2001 bis 31. Dezember 2003 als VIVAaustria). Bis Januar 2018 wurde mit VIVA UK & Ireland ein Ableger im Vereinigten Königreich und Irland (Start 26. Oktober 2009, eingestellt 31. Januar 2018 und ersetzt durch MTV OMG) betrieben, bis zum Oktober 2017 wurde in Polen VIVA Polska (Start 1. Juni 2000 als VIVApolska!, eingestellt am 17. Oktober 2017 und ersetzt durch MTV Music Polska) und in Ungarn VIVA Magyarország (Start Februar 2001 als VIVA+, davor Z+, eingestellt am 3. Oktober 2017 und ersetzt durch MTV Music Europe bzw. Comedy Central Family) und außerdem bis zum 30. November 2006 in den Niederlanden The Box jeweils ein Ableger VIVAs betrieben. 2001 bis 2002 existierte VIVAitaly für Italien (in Zusammenarbeit mit Rete A). Darüber hinaus wurden für Litauen (LTV) und China jeweils eine wöchentliche Sendung unter dem Namen VIVA-Show produziert. Im Juni 2006 startete erneut ein VIVA-Programmfenster für Österreich, welches sich die Frequenz mit Nickelodeon Österreich teilte. Vom 1. Januar 2011 bis 7. September 2014 war VIVA Austria 24 Stunden am Tag zu sehen. Am 16. Mai 2011 wurde die Schweizer Variante durch Comedy Central ersetzt. Zum 1. Oktober 2012 ging VIVA Schweiz erneut auf Sendung. Vom 8. September 2014 bis 30. September 2015 sendeten VIVA Austria und VIVA Schweiz genauso wie VIVA Deutschland nur noch elf Stunden am Tag von 6 bis 17 Uhr. Ab dem 1. Oktober 2015 sendeten VIVA Austria und VIVA Schweiz genauso wie VIVA Deutschland von 2 bis 14 Uhr.
Die VIVA-Logos im internationalen Vergleich

Deutschland, Österreich, Schweiz, Polen
Vereinigtes Königreich, Irland

## Moderatoren
Ehemalige Moderatoren der VIVA-Sendungen

| VJ                                         | bei VIVA        | Sendung(en) |
| ------------------------------------------ | --------------- | --- |
| Mola Adebisi                               | 1993–2004       | Interaktiv; VIVA Top 100; Club R’n’B; Albumcharts                                                                |
| Bibiana Ballbè Serra                       | 2001–2003       | Planet VIVA; Chartsurfer; Was geht ab?; Ritmo; Inside                                                            |
| Aleksandra Bechtel                         | 1993–1999       | Was geht ab?; Interaktiv; Amica TV                                                                               |
| Romina Becks                               | 2011–2015       | VIVA Top 100; VIVApedia                                                                                          |
| Nilz Bokelberg                             | 1993–1998       | Was geht ab? |
| Uli Brase                                  | 2018            | MTV Top 100 |
| Ricky Breitengraser                        | 2000            | Interaktiv Spezial                                                                                               |
| Annemarie Carpendale                       | 2004–2005       | Ringtone Charts; VIVA Club Rotation                                                                              |
| Sabine Christ                              | 1994–1999       | Housefrau |
| Rocco Clein † (Stefan Bickerich)           | 1993–2001       | Neuigkeiten |
| Phil Daub                                  | 1994–2001       | Clip Klassiker; Metalla; Neuigkeiten; Planet VIVA; Wah-Wah                                                       |
| Daisy Dee (Daisy Rollocks)                 | 1996–2004, 2009 | VIVA Club Rotation; Ritmo                                                                                        |
| Isabel Dziobek                             | 1993–1996       | Freunde der Nacht als „VIVA TWINS“                                                                               |
| Natalie Dziobek                            | 1993–1996       | Freunde der Nacht als „VIVA TWINS“                                                                               |
| Milka Loff Fernandes                       | 1999–2004       | Inside; Interaktiv; Was geht ab?; Face it!; Film ab!                                                             |
| Mate Galić                                 | 1994–1997       | Housefrau; VIVA Trance                                                                                           |
| Daniel Hartwig                             | 1998–1999       | Interaktiv |
| Klaas Heufer-Umlauf                        | 2004–2009       | Klaas’ Wochenshow; VIVA Live!; Retro Charts; Neu; Interaktiv; VIVA News                                          |
| Gülcan Kamps                               | 2003–2010       | Interaktiv; 17; VIVA News; Neu; Shibuya; VIVA Live!; VIVA Top 100                                                |
| Markus Kavka                               | 1997            | Metalla |
| Johanna Klum                               | 2005–2012       | VIVA Top 20; VIVA Top 100; Retro Charts; VIVA Live!; Neu; 17; Jung, sexy, sucht!                                 |
| Lukas Koch                                 | 2001–2002       | Voll VIVA; Was geht ab?; Chartsurfer; Neu bei VIVA                                                               |
| Sebastian König                            | 2006–2009       | Ringtone Charts; Straßencharts; Mixery Massive Music; Neu; VIVA Top 20; Special Charts; VIVA Live!               |
| Jan Köppen                                 | 2006–2018       | Ringtone Charts; VIVA Top 100; Neu; VIVA Live!; Retro Charts; VIVApedia; MTV Top 100                             |
| Joel Korenzecher                           | 1999            | World of Bits |
| Steffi Krause                              | 1999–2000       | VIVA Wecker |
| Ralph Michael Krieger                      | 1993–1994       | Jam; Metalla; Neu bei VIVA                                                                                       |
| Nadine Krüger                              | 1997–1999       | Film ab; Interaktiv; Jam                                                                                         |
| Sarah Kuttner                              | 2001–2005       | Interaktiv; Sarah Kuttner – Die Show; Albumcharts; VIVA News                                                     |
| Frank Lämmermann                           | 1998–1999       | Lämmermann Live                                                                                                  |
| Melissa Lee                                | 2015–2018       | VIVA Top 100; MTV Top 100                                                                                        |
| Nela Lee                                   | 2004–2005       | VIVA Club Rotation; Neu bei VIVA, Interaktiv                                                                     |
| Liza Li                                    | 2007–2008       | Straßencharts; VIVA Top 20; VIVA Top 100                                                                         |
| Heike Makatsch                             | 1993–1997       | Interaktiv; Heikes Hausbesuche                                                                                   |
| MC Rene (René El Khazraje)                 | 1999–2002       | Mixery Raw Deluxe                                                                                                |
| Nova Meierhenrich                          | 2000–2001       | Inside |
| Enie van de Meiklokjes (Doreen Grochowski) | 1996–2000       | Chartsurfer; Was geht ab?; Neu bei VIVA                                                                          |
| Markus Meske                               | 2002            | Neuigkeiten |
| Matthias Opdenhövel                        | 1993–1997       | Interaktiv; Neuigkeiten                                                                                          |
| Minh-Khai Phan-Thi                         | 1995–1998       | Interaktiv; Minh-Khai & Friends                                                                                  |
| Oliver Pocher                              | 1999–2005       | Alles Pocher; Interaktiv; Trash Top 100; Was geht ab?; Planet VIVA; Chartsurfer                                  |
| Jenny Posch                                | 2014–2015       | VIVA Top 100 |
| Stefan Raab                                | 1993–1998       | Ma’ kuck’n; Vivasion                                                                                             |
| René le Riche                              | 1994–1996       | Neuigkeiten; Jam                                                                                                 |
| Tyron Ricketts                             | 1996–2000       | Word Cup |
| Charlotte Roche                            | 1998–2005       | Fast Forward |
| Palina Rojinski                            | 2011–2015       | VIVA Top 100; VIVApedia                                                                                          |
| Niels Ruf                                  | 1998–2001       | Kamikaze |
| Falk „Hawkeye“ Schacht                     | 2001–2004       | Supreme; Mixery Raw Deluxe                                                                                       |
| Tobias Schlegl                             | 1995–2004       | Interaktiv; Kewl; Schlegl; Das jüngste Gericht; Was geht ab?                                                     |
| Hanna Scholz                               | 2017–2018       | VIVA Top 100; MTV Top 100                                                                                        |
| Jessica Schwarz                            | 2000–2003       | Film ab; Interaktiv                                                                                              |
| Katharina Schwarz                          | 1999–2000       | Film ab |
| Sami Slimani                               | 2014–2016       | VIVA Top 100 |
| T-Zon (Christoph Thesen)                   | 2016–2018       | VIVA Top 100 |
| Axel Terporten                             | 1993–1997       | Neuigkeiten |
| Martin Tietjen                             | 2006            | Ringtone Charts; VIVA Top 20                                                                                     |
| Janin Ullmann                              | 2001–2005       | Film ab; Inside; Interaktiv; 17                                                                                  |
| Collien Ulmen-Fernandes                    | 2003–2015       | Mixery Massive Music; Neu; Ringtone Charts; Special Charts; Straßencharts; VIVA Live!; VIVA Top 20; VIVA Top 100 |
| Shirin Valentine                           | 1995–1999       | VIVA Wecker |
| Nadine Vasta                               | 2009–2011       | VASTA; VIVA Live!; VIVA Top 100; Neu                                                                             |
| Jessica Wahls                              | 2003–2005       | 17; Interaktiv; Your Stars for X-Mas                                                                             |
| Heinz Strunk                               | 2003            | Fleischmann TV                                                                                                   |
| Daniel Ziolkowski                          | 1995–1999       | VIVA Niteclub |
| Daniel Budiman                             | 2011–2014       | Game One |
| Simon Krätschmer                           | 2011–2014       | Game One |
| Nils Bomhoff                               | 2011–2014       | Game One |
| Etienne Gardé                              | 2011–2014       | Game One |

## Marktanteil
| Jahr         | ab 3 Jahre |
| ------------ | ---------- |
| 2004         | 0,4 %      |
| 2005         | 0,5 %      |
| 2006         | 0,6 %      |
| 2007         | 0,6 %      |
| 2008         | 0,6 %      |
| 2009         | 0,6 %      |
| 2010         | 0,5 %      |
| 2011         | 0,5 %      |
| 2012         | 0,5 %      |
| 2013         | 0,4 %      |
| 2014         | 0,2 %      |
| 2015         | 0,2 %      |
| 2016         | 0,1 %      |
| 2017         | 0,1 %      |
| 2018         | 0,1 %      |
| Durchschnitt | ≈00,4 %    |

Marktanteil ab 3 Jahren, 2004 bis 2013

Seitdem VIVA zu Viacom gehörte, wies der Sender seine Einschaltquoten aus. Damit startete man ein Jahr nach dem ehemaligen Konkurrenten MTV, der bereits seit 2003 seine Quoten ausweisen ließ.
In der Gesamtgruppe der eigenen Zuschauer schwankten die Quoten des Senders zwischen 0,1 % und 0,6 %. Seine stärksten Jahre erreichte VIVA 2006 bis 2009, in denen man durchgehend 0,6 Prozent Gesamtmarktanteil erreichte.

## Einfluss und Bedeutung
VIVA war von seiner Gründung bis zur Etablierung von MTV Deutschland 1997 der einzige deutschsprachige Musiksender und hat insbesondere in seiner Anfangszeit in den 1990er-Jahren auf die damalige Jugend musikalisch und kulturell starke Einflüsse gehabt, was sich in den medialen Nachrufen zeigte, die infolge der Ankündigung der Einstellung veröffentlicht wurden. So hieß es dazu in der Berliner Woche: „Wie kein anderer Sender prägte VIVA eine ganze Generation. MTV war zu dieser Zeit noch englischsprachig zu empfangen und nur in bestimmten Kabelnetzen eingespeist. VIVA gab es bundesweit analog für die meisten Haushalte.“ Thomas Lückerath schrieb in einem Artikel auf DWDL.de: „Der Sender, gestartet als deutscher Gegenentwurf zu MTV, prägte die Jugend der 90er Jahre und 2000er. VIVA war das YouTube und Spotify einer Generation von Jugendlichen, die Internetzugang noch pro Minute bezahlte. Der Erfolg war enorm und MTV erfolgreich geschlagen. Es folgten VIVAzwei (später VIVAplus) und internationale Ableger. In der Börseneuphorie zur Jahrtausendwende schwang sich die VIVA Media AG zum stolzen Medienkonzern auf. Höhepunkt der Expansion war im November 2001 die Übernahme der damals ebenso an der Börse gehandelten Brainpool AG.“
Als deutscher Musiksender war VIVA zudem auch wichtig zur Etablierung von deutschsprachiger Musik sowie von Musikern aus dem deutschsprachigen Raum, deren Videos auf dem bis 1997 ausschließlich englischsprachigen MTV nicht gespielt wurden. Zudem war VIVA jahrelang ein wichtiger Anlaufpunkt für talentierte neue Moderatoren und brachte zahlreiche bekannte Moderatoren, Schauspieler und Entertainer hervor. Bekannte Beispiele hierfür sind Stefan Raab, Heike Makatsch, Jessica Schwarz, Matthias Opdenhövel, Klaas Heufer-Umlauf, Oliver Pocher, Nilz Bokelberg, Sarah Kuttner, Enie van de Meiklokjes und Charlotte Roche. Tobias Schlegl, der seine Karriere ebenfalls auf VIVA begann, sagte dazu: „Viva war 100 Prozent authentisch, ganz anders als der Rest des deutschen Fernsehens.“ Der Spiegel schrieb anlässlich des 10-jährigen Jubiläums 2003: „Viva. Deutschlands Kult-Musiksender der Neunziger. Eine Generation wurde mit ihm erwachsen. Ein neuer Moderatorentyp wurde mit ihm groß. Schlegl, Makatsch, Bechtel, Bokelberg und Adebisi waren alle extrem jung und extrem unerfahren, als sie bei Viva anfingen. Sie waren so nah dran am Gefühl einer Generation wie kaum ein anderer. Sie interviewten Stars und wurden dabei selbst zu Stars.“

## Dokumentation
- Thorsten Berrar (Buch und Regie), Luzia Niedermeier: Die VIVA-Story – zu geil für diese Welt! in der ARD-Mediathek. Dokumentation (103 Min.), abrufbar bis 1. Dezember 2028; ARD Kultur; 2023; drei Teile